# Croton dioicus
Pour Croton dioicus, Isert ex Geiseler, voir Croton discolor.
Espèce
Croton dioicus est une espèce de plantes à fleurs du genre Croton et de la famille des Euphorbiaceae présente du sud des États-Unis d'Amérique jusqu'au Mexique.
Il a pour synonymes :
- Astrogyne crotonoides, Benth.,
- Croton dioicus, Sessé et Moc., 1894
- Croton dioicus, Willd., 1805
- Croton elaeagnifolius, Vahl, 1807
- Croton gracilis, Kunth, 1817
- Croton gracilis var. genuinus, Müll.Arg., 1866
- Croton gracilis var. longiradiatus, Müll.Arg., 1866
- Croton tomentosus, Link, 1822
- Oxydectes dioica, (Cav.) Kuntze
- Oxydectes gracilis, (Kunth) Kuntze
- Penteca tomentosa, Raff.,